# Argenton-l'Église
Argenton-l'Église è un comune francese di 1 674 abitanti situato nel dipartimento delle Deux-Sèvres nella regione della Nuova Aquitania.

## Società

### Evoluzione demografica
Abitanti censiti